# Against a Crooked Sky
Against a Crooked Sky è un film del 1975 diretto da Earl Bellamy.
È un film western statunitense con Richard Boone, Stewart Petersen e Henry Wilcoxon.

## Trama
La figlia di una famiglia di pionieri viene rapita da una misteriosa tribù indiana e il figlio maggiore si mette sulle sue tracce.

## Produzione
Il film, diretto da Earl Bellamy su una sceneggiatura di Douglas C. Stewart e Eleanor Lamb, fu prodotto da Lyman Dayton per la Feature Films for Families e la Film Production Associates e girato a Moab, Utah, dal 30 giugno a metà luglio 1975.

## Colonna sonora
- Against a Crooked Sky - musica di Lex de Azevedo, parole di Mac David, cantata da Jewel Blanch

## Distribuzione
Il film fu distribuito negli Stati Uniti nel dicembre del 1975 (première a Los Angeles il 15 dicembre) al cinema dalla Doty-Dayton Releasing.
Altre distribuzioni:
- in Germania Ovest (Das Rennen gegen die Sonne)
- in Spagna (La leyenda de los Cheyennes)
- in Polonia (Próba milosci)
- in Brasile (Rastros de Vingança)
- in Finlandia (Suuri koettelemus)

## Critica
Secondo Leonard Maltin il film è un "onesto western per famiglie di quelli di una volta".

## Promozione
La tagline è: A young boy, lost and alone in a desert wilderness, chased by Indians. (presente sull'edizione per l'home video)